# Комякино
Комякино — деревня в Курчатовском районе Курской области. Входит в Дружненский сельсовет.

## География
Деревня находится на реке Реут, в 46 километрах к юго-западу от Курска, в 8,5 километрах к юго-западу от районного центра — города Курчатов, в 2 км от центра сельсовета – Дружная.
Климат
Комякино, как и весь район, расположенo в поясе умеренно континентального климата с тёплым летом и относительно тёплой зимой (Dfb в классификации Кёппена).

## Население
| 2002 | 2010 |
| ---- | ---- |
| 130  | ↘108 |

## Инфраструктура
Личное подсобное хозяйство. В деревне 99 домов.

## Транспорт
Комякино находится в 35,5 км от федеральной автодороги М2 «Крым», в 2 км от автодороги регионального значения 38К-017 (Курск – Льгов – Рыльск – граница с Украиной), в 3 км от автодороги 38К-010 (M2 – Иванино), в 18 км от автодороги 38К-004 (Дьяконово – Суджа – граница с Украиной), в 5 км от автодороги межмуниципального значения 38Н-086 (38К-004 – Любимовка – Имени Карла Либкнехта), на автодороге 38Н-090 (38Н-086 – Колпаково – Иванино), в 4 км от ближайшей ж/д станции Блохино (линия Льгов I — Курск).